# Singapurische Badmintonmeisterschaft 1966/67
Die Singapurische Badmintonmeisterschaft 1966/67 fand Anfang Juli 1966 statt. 

## Austragungsort
- Singapore Badminton Hall

## Finalresultate
| Disziplin    | Sieger                   | Finalist                | Ergebnis    |
| ------------ | ------------------------ | ----------------------- | ----------- |
| Herreneinzel | Ismail Ibrahim           | Aw Boon Thong           | 15-4, 15-2  |
| Dameneinzel  | Aishah Attan             | Amy Yap                 | 11-5, 11-3  |
| Herrendoppel | Lindy Lin Wee Soon Cheng | Wong Tew Gee Arthur Lim | 15-4, 15-9  |
| Damendoppel  | Aishah Attan Lucy Chow   | Amy Yap Woo Ti Soo      | 15-2, 17-14 |
| Mixed        | Lindy Lin Vivien Gwee    |                         |             |